# Serra de Puig Estela
Serra de Puig Estela är en bergskedja i Spanien.   Den ligger i provinsen Província de Girona och regionen Katalonien, i den östra delen av landet, 500 km öster om huvudstaden Madrid.